# 8-bit

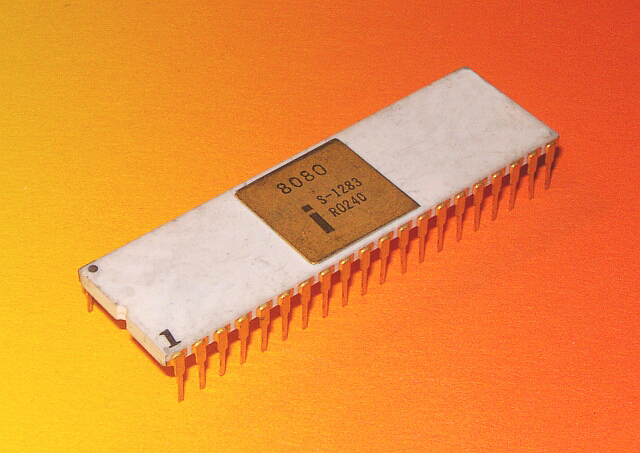
Intel 8080

Arhitectura 8-bit este o arhitectură de microprocesor sau calculator al cărui cuvânt de date are lungimea de 8 biți sau un octet. Procesoarele pe 8 biți utilizează o magistrală de date pe 8 biți și o magistrală de adrese pe 16 biți, care determină limitarea spațiului de adrese la 64 kilobiți.

Gama de valori (numere întregi) care poate fi stocată pe 8 biți este 28 (256, de la 0 la 255, sau de la -128 la +127).
Primul microprocesor pe 8 biți a fost Intel 8080 în 1974, urmat de Zilog Z80 și MOS Technology 6502 în 1976. Acestea au fost utilizate pe scară largă în computere și console de jocuri din anii '70 și '80, multe dintre ele executând sistemul de operare CP/M. Microprocesoarele și microcontrolere de 8 biți sunt și în prezent la baza sistemelor înglobate găsite în aplicații militare, instrumente științifice, sisteme complexe de control și procesare, produse electrocasnice etc. Aproximativ 55% din microprocesoare și microcontrolere vândute la nivel mondial sunt pe 8 biți.

## Microprocesoare 8-bit
| - AMD Am9080 - DEC LSI-11 - Fairchild F8 - GI Series 8000 - Hitachi 6309 - Intel 8008 - Intel 8080 - Intel 8085 - Mostek 5065 - Mostek 6100 - MOS 6500 - Motorola 6800 - Motorola 6809 - National IMP-8 - National NSC800 | - National SC/MP - National SC/MP II - NEC V20 - NEC V40 - RCA 1802 - RCA EPIC - Rockwell PPS8 - Scientific Microsystems SMS300 - Signetics 2650 - Signetics 8X300 - TI TMX1795 - WD MCP-1600 - Zilog Z80 - Zilog Z180 |

## Microcontrolere 8-bit

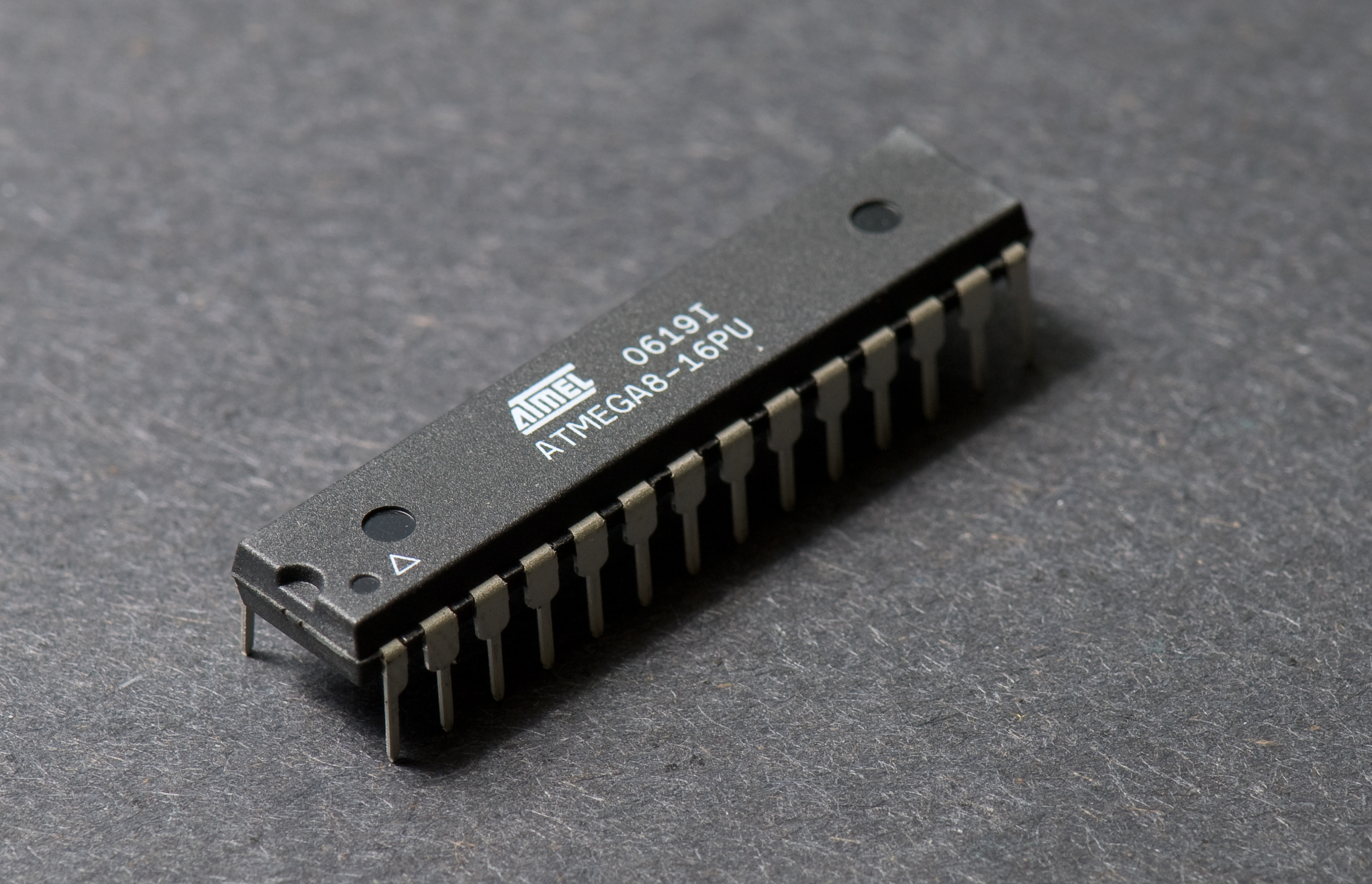
Atmel AVR microcontroler

| - Atmel AVR - GI PIC - Intel 2920 - Intel 8048 - Intel 8051 - Intel 8751H - Intel 8751H-8 - Microchip PIC16 - Mitsubishi M37409 - Mitsubishi M58850 | - Mostek 3870 - Motorola 6805 - NEC μCOM-8 - NEC μCOM-80 - NEC μPD7800 - NEC μPD78K2 - RCA 1804 - Rockwell 6500 - Philips 7C522 - National COP820 |

## Computere pe 8-bit
- Acorn: Atom, Electron, BBC Master
- Amstrad PCW
- Apple: Apple II
- Atari: familia Atari 8-bit

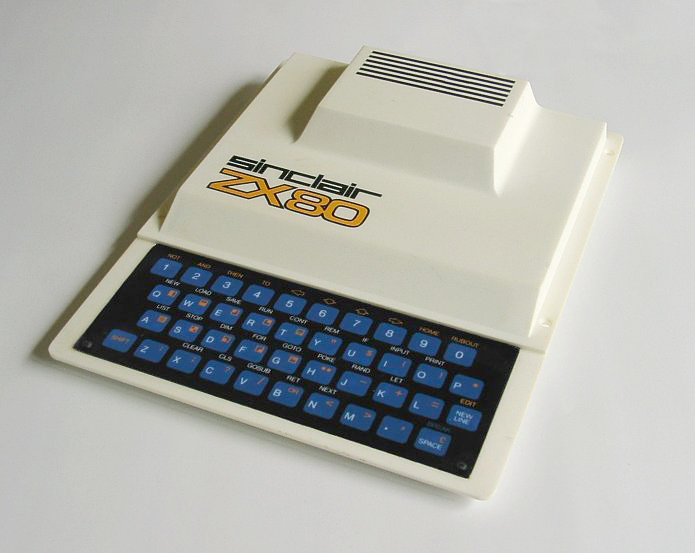
Sinclair ZX80

- Commodore: VIC-20, Commodore 28, Commodore MAX Machine, Commodore 64 și
- MITS Altair 8800 (primul microcomputer complet pentru uz personal, bazat pe Intel 808)
- Sinclair Research: ZX80, ZX81, ZX Spectrum
- Tandy: TRS-80 [2]

## Sisteme de operare pe 8 biți
- CP/M
- GEOS
- SymbOS

## Legături  externe
- 8bit-museum.de
- 8-Bit-Nirvana de